# Товариство Щита Святого Георгія
Товариства зі символікою Щита Святого Георгія (нім. Sankt Jörgenschild, також St. Jergenschild та St. Georgenschild) — тимчасові корпоративні об'єднання вищого і нижчого дворянства, а також прелатів (як представників духовних територій) у середньовічній Німеччині, що створювалися з метою захисту власних станових інтересів і спрямовані як проти великих територіальних князів, імперських міст, так і проти інших станів. Їх створення стало реакцією змінні соціально-політичні умови, загальне поступове витіснення лицарства з життя. Товариства Щита були поширеними, переважно, у південній Німеччині, колишньому Швабському герцогстві протягом XV—XVI століть.

## Історія
Перше подібне об'єднання виникло 1406 року внаслідок Аппенцелльских воєн, коли місцеве дворянство побачило в діях повсталих замах на свої основні права, і змогло консолідовано виступити проти селян і ремісників, які вимагали більших свобод.
Отож і швабська шляхта в першій третині XV століття заснувала своє товариство Щита. Його главою став Каспар фон Клінгенберг (нім. Caspar von Klingenberg, †1439).
Метою як цих перших, так і наступних союзів Щита оголошувалися збереження земського світу та підтримка ситуації суспільного статус-кво: не лише серед членів об'єднання, а й у відносинах із зовнішнім світом. Основним засобом досягнення цієї мети служили судові розгляди, але часто застосовувалися також методи кровної помсти та військових виступів. Необхідність взаємної підтримки привела, зрештою, до утворення лицарських кантонів: спершу Дунайського, Гегау-Альгойського (плюс Боденське озеро) і Неккар-Шварцвальдського, а згодом також Кохерського і Крайхгауського. Ймовірно, головною перевагою Союзу Щита Святого Георгія була його організаційна структура, яка дозволяла, з одного боку, вищій шляхті отримувати підтримку від численнішої нижчої шляхти, не вступаючи з кожним її представником у спеціальні договірні стосунки, а з іншого боку і дрібномаєтне лицарство могло ефективно захищати свої права та вирішувати суперечки.
Політичний потенціал такого роду союзів, що становили, крім іншого, значну військову міць, у XV столітті намагалися залучити на свій бік королі, князі та міста. Найуспішнішим у цьому сенсі виявилося заснування 1488 року Швабського союзу, організаційна структура якого багато в чому базувалася на Союзі Щита Святого Георгія; і частина членів Союзу Щита належала спочатку до найактивніших членів Швабського союзу. При цьому було частково перейнято й символіку Союзу Щита.
Від 40-х років XVI століття інтереси вищого і нижчого дворянства знову розійшлися: тоді як у ході імперської реформи вище дворянство і прелати отримали статус імперських станів, прості лицарі, щоб уникнути повного підпорядкування володарям, були змушені об'єднатися в імперське лицарство, що підкорялося імператору.